# Ludovic Pajot
Ludovic Pajot, nacido el 18 de noviembre de 1993 en Beuvry (Pas-de-Calais), es un político francés.
Miembro del Frente Nacional, que más tarde se convirtió en la Agrupación Nacional, fue elegido en 2017 como diputado en la 10.ª circunscripción de Pas-de-Calais, convirtiéndose en el miembro más joven de la Asamblea Nacional para la 15.ª legislatura.
Ludovic Pajot es el alcalde de Bruay-la-Buissière.

## Biografía
Ludovic Pajot nació el 18 de noviembre de 1993 en Beuvry.
En 2012 se convirtió en miembro del Frente Nacional.
Tras las elecciones legislativas de 2017, fue elegido en la segunda vuelta de la votación en la 10.ª circunscripción de Pas-de-Calais.
El 7 de octubre de 2017, fue víctima de un asalto en Béthune.
Encabeza la lista del RN para las elecciones municipales de 2020 en Bruay-la-Buissière. Su lista encabeza la primera ronda. Ludovic Pajot es el alcalde de Bruay-la-Buissière.